# Coccycua minuta
Coccycua minuta е вид птица от семейство Cuculidae.

## Разпространение
Видът е разпространен в Боливия, Бразилия, Венецуела, Гвиана, Еквадор, Колумбия, Панама, Перу, Суринам, Тринидад и Тобаго и Френска Гвиана.